# Кобальтовая ирена
Ко́бальтовая ире́на (лат. Irena cyanogastra), — вид воробьиных птиц семейства иреновых. Эндемик Филиппин.
Распространён на островах Лусон, Полилло, Лейте, Самар, Минданао, Динагат и Басилан. Живёт в тропических и субтропических дождевых лесах.
Тело длиной 23—27 см, вес 72—78 г. Самцы крупнее самок. Клюв массивный, серый. Основная окраска тела тёмно-коричневая. Верх головы, крылья и задняя часть спины бирюзовые. Хвост синий. В брачный период самцы имеют ярко-синюю окраску, во внебрачный период не отличаются от самок.
Живут парами или небольшими группами. Активны днём. Питаются плодами деревьев, преимущественно, инжиром. Сезон размножения длится с марта по август. В выводке 2—3 птенца.
У народа тагал кобальтовая ирена считалась священной птицей, посланником верховного бога Баталы. По поведению птицы жрецы определяли волю бога.